# Sripur

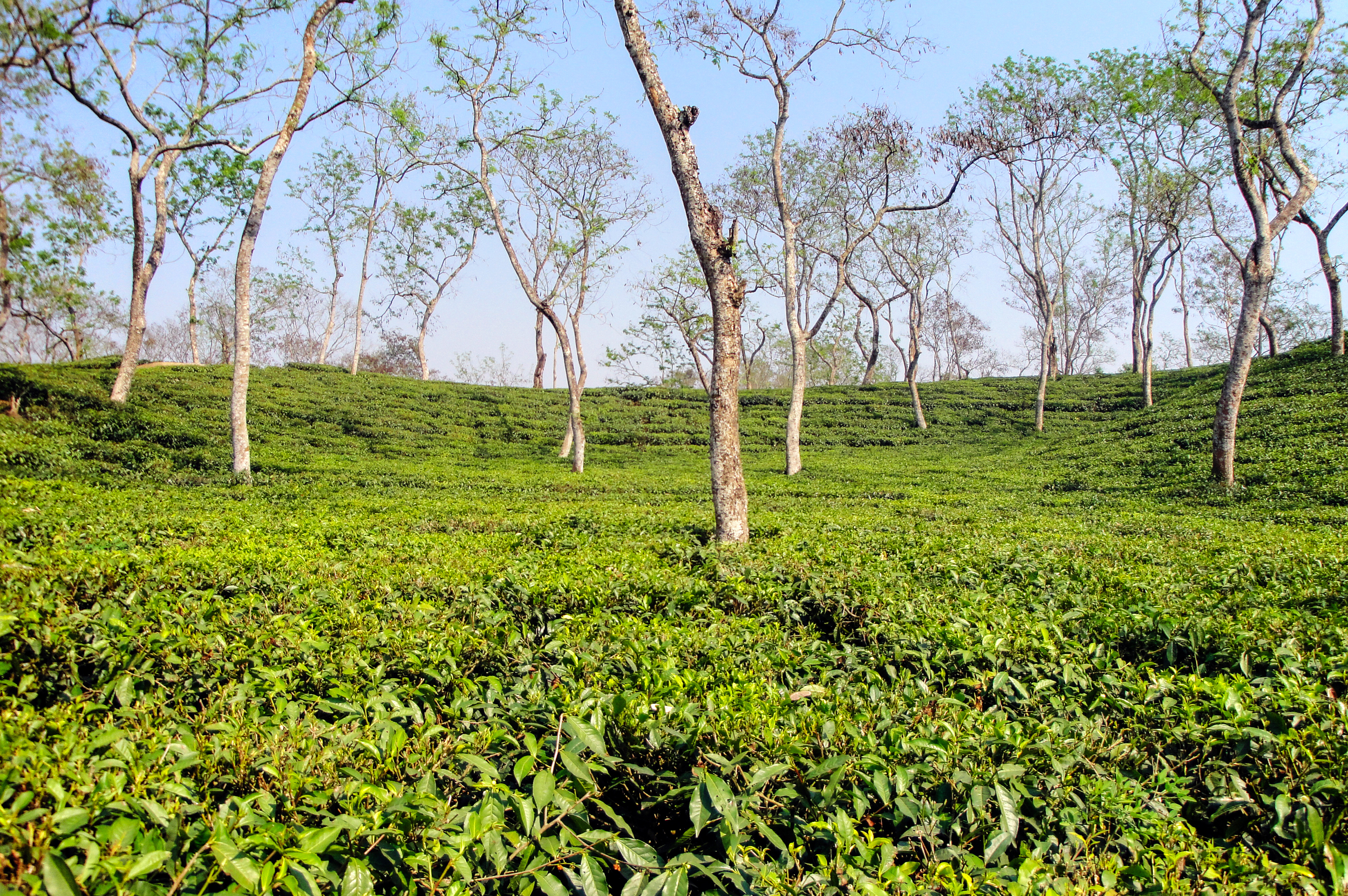
Plantación de té en Sripur.

Sripur (en bengalí শ্রীপুর) es una localidad turística situada en el distrito de Sylhet, a 40 millas al norte de Daca en Bangladés. La localidad es conocida por sus cascadas, que abarcan toda la línea fronteriza entre India y  Bangladés.

## Demografía
En el censo de Bangladés de 2005, Sreepur tenía una población de 320 530 habitantes, de los cuales 166 988 son personas de 18 años o más. Los hombres constituían el 51,13% de la población y las mujeres el 48,87%.
Sripur tiene un índice de analfabetismo promedio del 30,3% (7 años) frente a la media nacional del 32,4%.

## Motines de Sripur de 2006

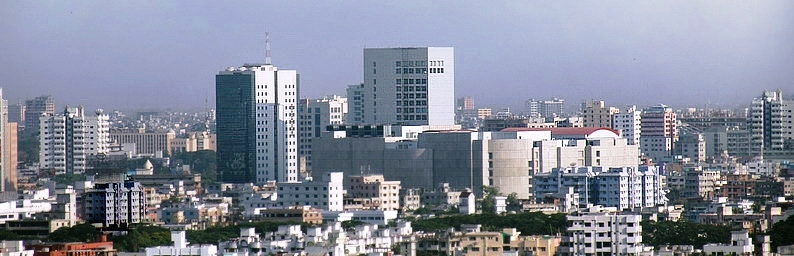
Imagen de Daca, donde se produjeron gran parte de las manifestaciones iniciadas en Sripur.

Entre el 20 de mayo y el 6 de junio de 2006, 1,8 millones de trabajadores del textil y la confección en Daca, de los que el 90% eran mujeres, emprendieron una serie de huelgas masivas y simultáneas. Fueron varios los centros industriales que se vieron afectados repetidamente por esta ola de huelgas, que adoptó un carácter de violencia permanente debido a la represión de una desmedida ferocidad a la que se entregó el poder bengalí. Tres trabajadores resultaron muertos, otros tres mil heridos de bala, y varios miles encarcelados. Decenas de miles de trabajadores se movilizaron en una serie de huelgas que se extendieron como un reguero de pólvora para protestar contra los salarios y las condiciones de trabajo: 15 euros mensuales, sin vacaciones, sin higiene, violaciones de las trabajadoras, y otros abusos.
Surgidos en una fábrica de Sripur, en las afueras de la capital, los motines se propagaron hacia Daca, acarreando el cierre de centenares de manufacturas. Las fuerzas de represión policiales, militares y paramilitares, intentaron encerrar a los trabajadores en el interior de algunas fábricas en las que el agua potable había sido cortada. La violencia de los enfrentamientos entre los trabajadores y las fuerzas del orden fue tal que catorce fábricas fueron quemadas y varios centenares saqueadas.